# Johanna Mappes
Riitta Johanna Mappes (* 13. Oktober 1965 in Valkeakoski) ist eine finnische Evolutionsökologin. Sie forscht schwerpunktmäßig über interspezifische Interaktionen wie die zwischen Raub- und Beutetieren.

## Biographie

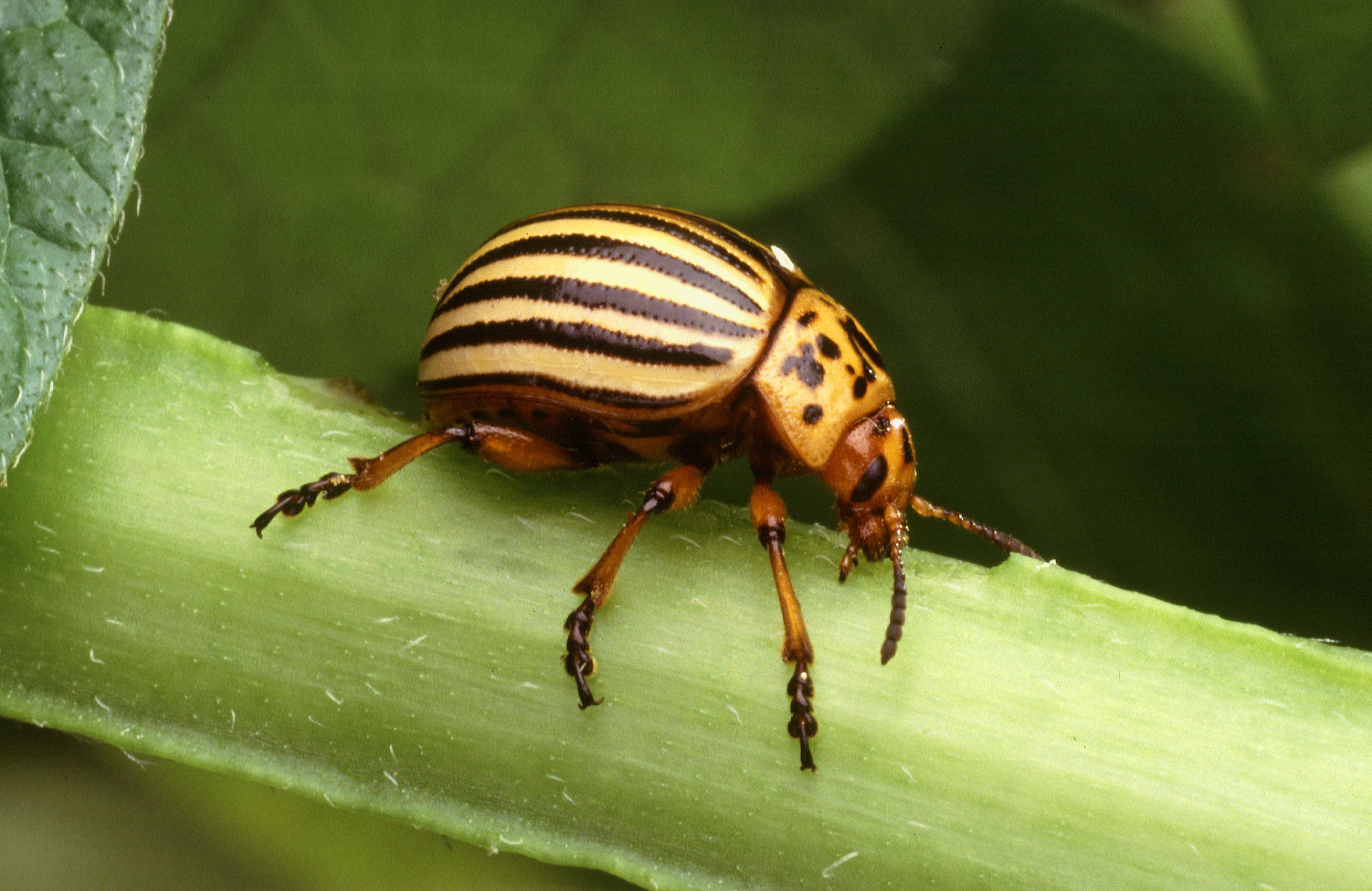
Kartoffelkäfer

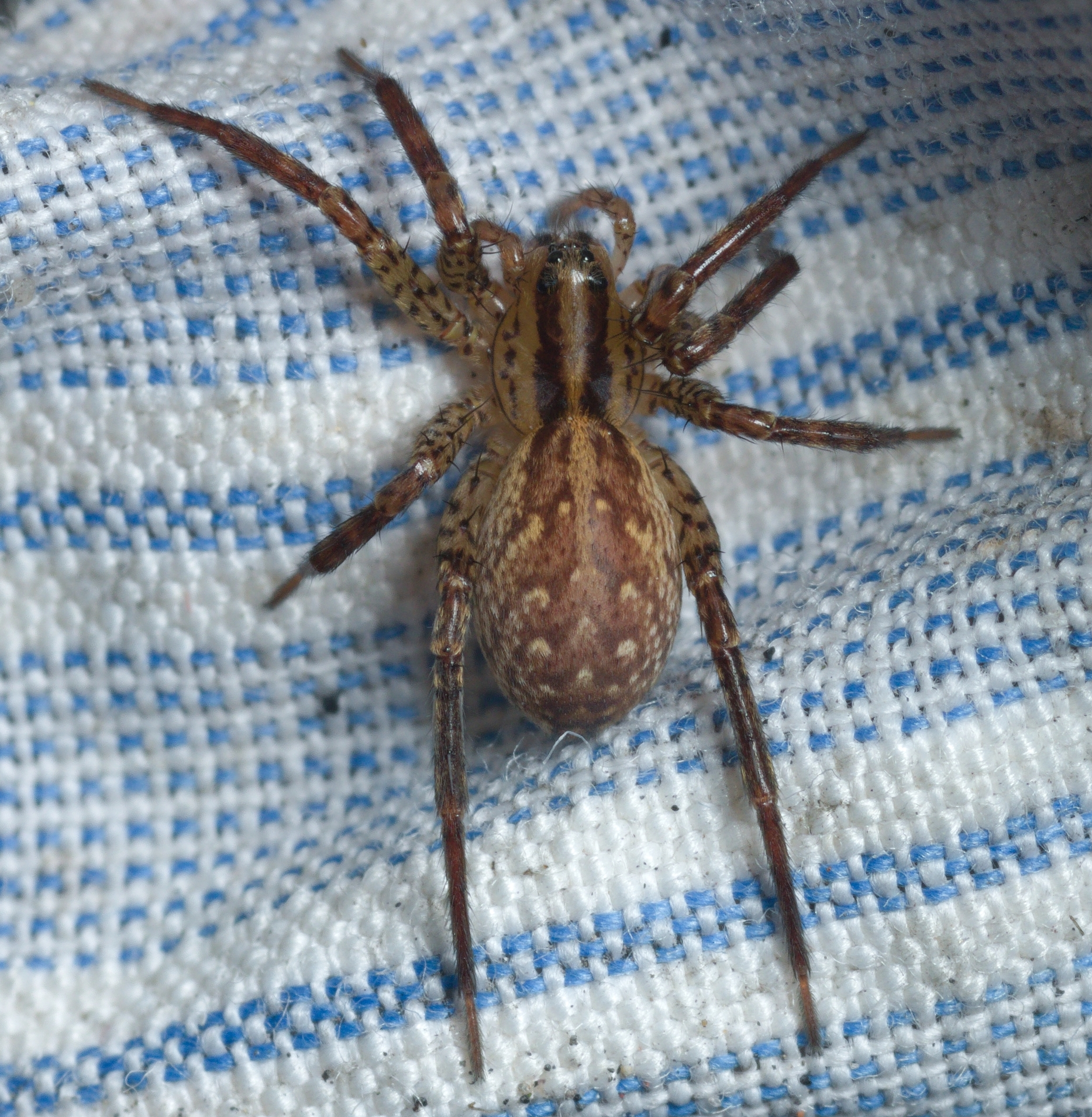
Trommelwolfweibchen

Mappes erwarb ihren Masterabschluss 1991 und promovierte 1994, jeweils an der Universität Jyväskylä. Ihre Dissertation behandelte die reproduktiven Mechanismen und die Brutpflege bei der Fleckigen Brutwanze (Elasmucha grisea).
Von 2008 bis 2019 war Mappes Professorin für Evolutionäre Ökologie an der Universität Jyväskylä, von 2012 bis 2018 leitete sie dort das Centre of Excellence in Biological Interactions für die Akademie von Finnland. Darüber hinaus war sie von 2009 bis 2013 Forschungsprofessorin für die finnische Akademie. 2020 wurde sie Professorin für Ökologie an der Universität Helsinki und erneut Forschungsprofessorin an der Akademie von Finnland, dort außerdem Mitglied des Vorstands.
Sie war als Gastwissenschaftlerin an vielen renommierten Universitäten und Instituten tätig, so beispielsweise an der University of California, Santa Barbara, am Wissenschaftskolleg zu Berlin, Australian National University in Canberra und der Universität Stockholm.
Sie ist bekannt für ihre Arbeiten zur Evolution der Warnsignale und Mimikry bei chemischem Schutz gegen Fressfeinde, die Evolution von Signalen Polymorphismus, die Evolution bakterieller Virulenz, und die Evolution sexueller und asexueller Reproduktion. Zu ihren Hauptstudienobjekten gehört der Wegerichbär (Arctia plantaginis), ein Nachtfalter aus der Unterfamilie der Bärenspinner, Vipern, Kartoffelkäfer (Leptinotarsa decemlineata) und der Trommelwolf (Hygrolycosa rubrofasciata) aus der Familie der Wolfspinnen.

## Auszeichnungen
- 2003 Preis für dynamische Nachwuchsforscher der Finnische Akademie der Wissenschaften[1]
- 2017 Aufnahme in die Finnische Wissenschaftliche Gesellschaft[7]
- 2018 Ehrenmitgliedschaft bei der American Academy of Arts and Sciences (AAAS).[8]
- 2019 Aufnahme in die Königliche Physiographische Gesellschaft in Lund

## Publikationen (Auswahl)
- mit John A Endler: Predator Mixes and the Conspicuousness of Aposematic Signals in The American Naturalist 163(4):532-47, May 2004, DOI:10.1086/382662
- mit Ossi Nokelainen: Genetic colour variation visible for predators and conspecifics is concealed from humans in a polymorphic moth in Journal of Evolutionary Biology 35(6350), March 2022, DOI:10.1111/jeb.13994
- mit Riccardo Poloni et al.: Positive and negative frequency-dependent selection acting on polymorphism in a palatable moth, April 2023, DOI:10.1101/2023.04.13.536688
- mit Riccardo Poloni et al.: Exploring polymorphism in a palatable prey: predation risk and frequency dependence in relation to distinct levels of conspicuousness in Evolution Letters, 2024, DOI:10.1093/evlett/qrad071